# Großvillars

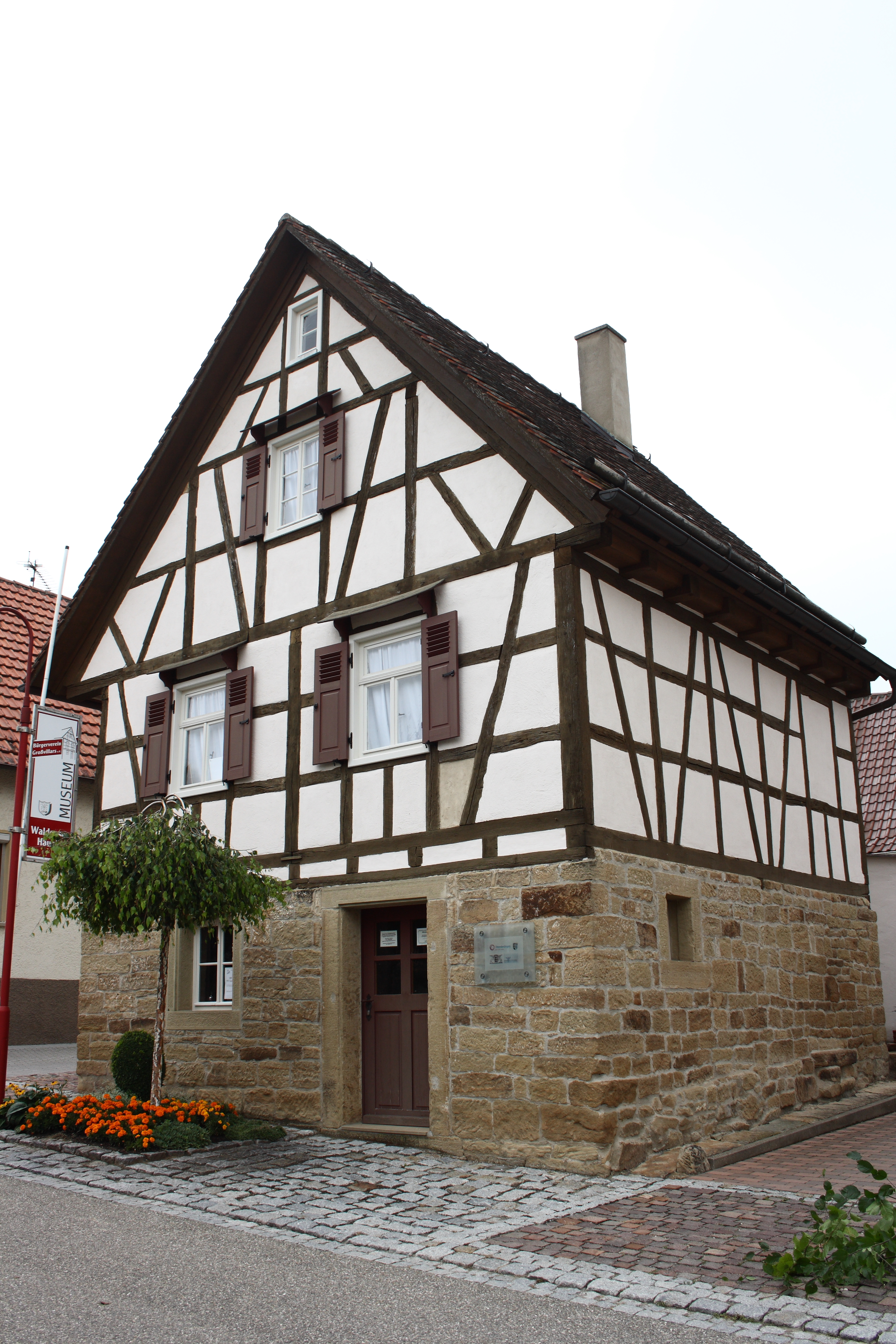
Waldenserhäusle in Großvillars

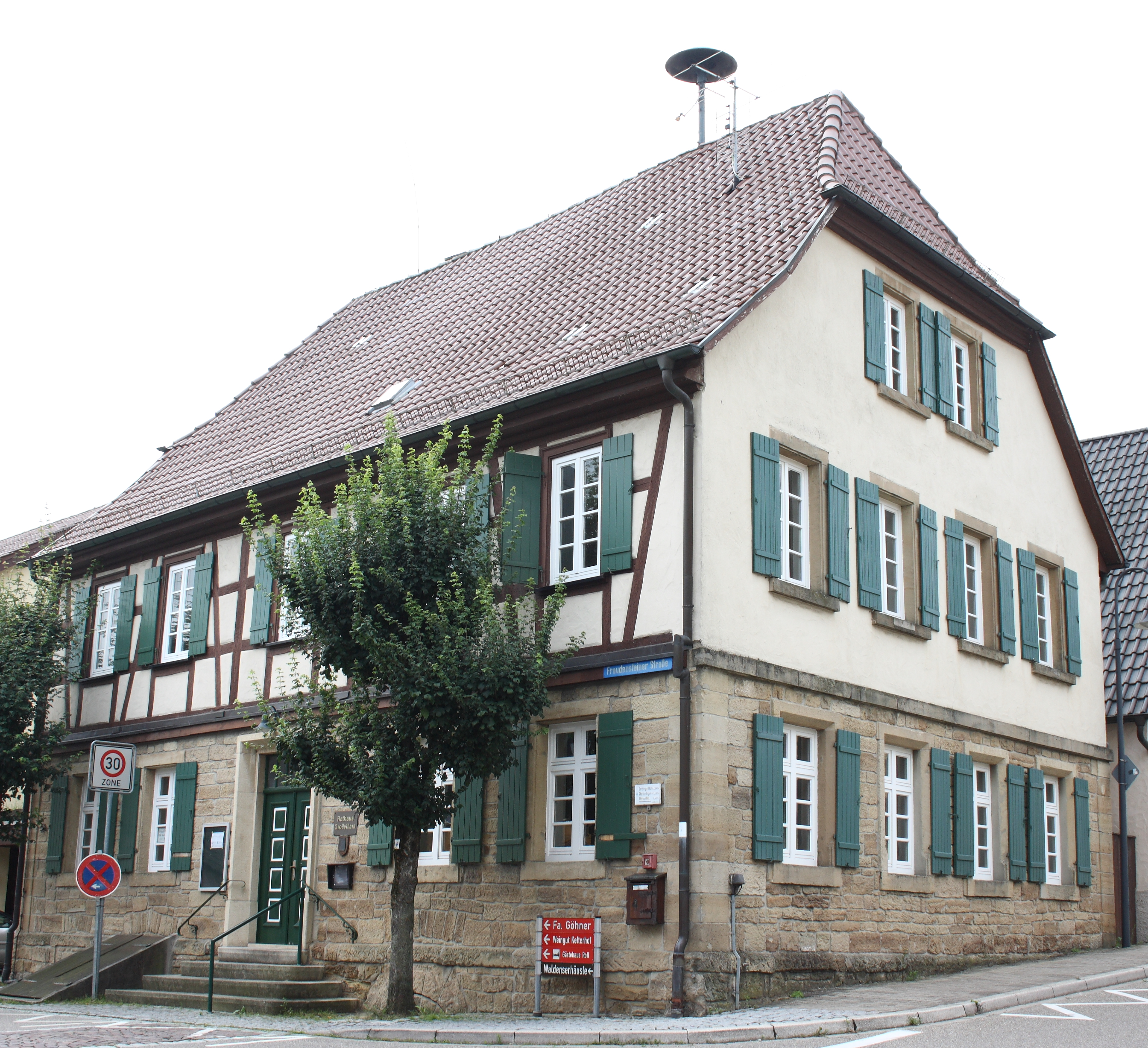
Rathaus von Großvillars

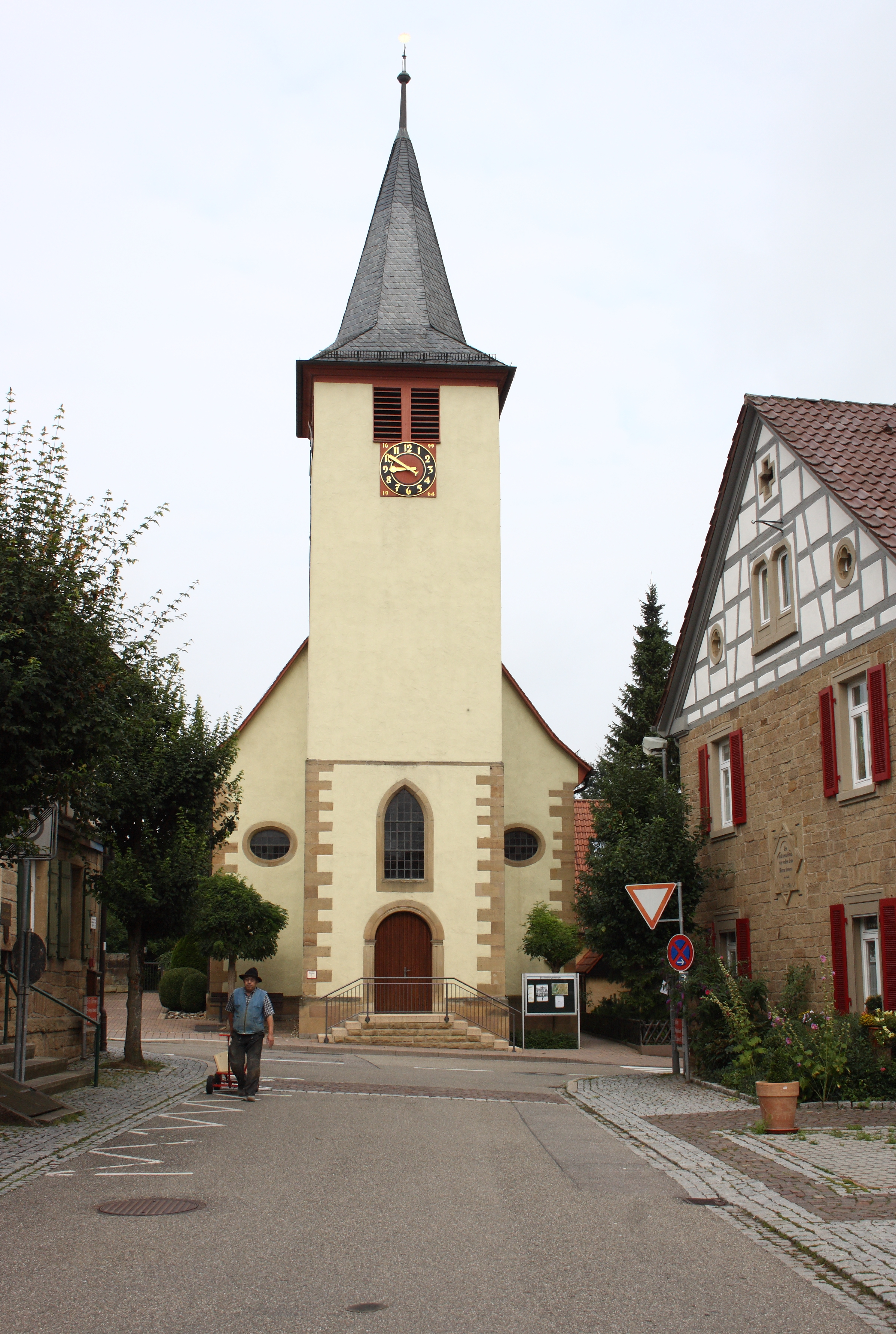
Evangelische Kirche in Großvillars

Großvillars ist ein kleiner Ort im Kraichgau im Landkreis Karlsruhe und gehört seit der baden-württembergischen Kreisreform, die am 1. Januar 1973 in Kraft trat, vollständig zur Stadt Oberderdingen. Großvillars war bis dahin zweigeteilt, der größere Teil des Ortes gehörte zur Stadt Knittlingen, der kleinere Teil zu Oberderdingen.
Großvillars liegt am Rande des Naturparks Stromberg-Heuchelberg an der Württemberger Weinstraße und gehört als Weinbauort zu dem Weinbaugebiet Württemberg. Der Ort wurde um 1700 als Waldensersiedlung gegründet.

## Geschichte
Im Jahre 1689 siedelte sich eine kleine Schar Waldenser Emigranten in der Nähe des württembergischen Städtchens Knittlingen an, wo sie in primitiven Holzbaracken hausten. Zehn Jahre später wurde hier von neuen Ansiedlern unter Führung des berühmten „pasteur et colonel des Vaudois“ Henri Arnaud eine Kolonie gegründet, die den Namen Groß-Villars erhielt, nach dem Ort Villar Perosa in Piemont.
1929 zählte Großvillars rund 500 Einwohner.
Von 1754 bis 1776 versah in der kleinen französischen Kolonie der Pfarrer Jean Guillaume Weickum die Seelsorge. Sein siebtes und jüngstes Kind Johann Jakob (Jean Jacques) wurde später Konrektor in Mannheim und vermachte seine Büchersammlung seiner Schule. Sie ist heute Teil der historischen Sammlungen der Universitätsbibliothek Mannheim.

## Kultur und Sehenswürdigkeiten

### Museen
Das Waldenserhäusle ist ein Handwerkerhaus aus dem Jahre 1864/65 und beherbergt das im Juli 2005 eröffnete Waldensermuseum. Das ehemals zum Abriss freigegebene Haus wurde vom Bürgerverein Großvillars restauriert. Informativ und mit Bildern versehen wird auf Glastafeln Wissenswertes über die Geschichte der Waldenser, einer protestantischen Bewegung aus dem Mittelalter, und über die Gründung des Ortes Großvillars vor etwa 300 Jahren durch die Waldenser aus dem Chisonetal, das im Piemont in der Nähe von Turin liegt, dargestellt.
Das Waldenserhäusle hat den Förderpreis des Wettbewerbs „Vorbildliches Heimatmuseum“ erhalten.

### Bauwerke
Charakteristisch für den Waldenserort ist die heutige Freudensteiner Straße, die lang und gerade auf die Waldenserkirche zuläuft. 1752 wurde diese Predigtkirche, ursprünglich ohne Altar und Taufstein, nach Aufgabe der Vorgängerkirche (Abbruch erst 1952) errichtet; Großvillars und Kleinvillars waren bis 1826 eine Kirchengemeinde, sie hießen zur Zeit ihrer Gründung Colonie vaudoise du villar auch les deux villars. An der Straße befinden sich viele Fachwerkhäuser. Das Rathaus von Großvillars ist ein Kulturdenkmal.

## Verkehr
Die Buslinien 143 und 144 des Karlsruher Verkehrsverbundes verbinden Großvillars mit den Bahnhöfen Bretten und Flehingen.
Eine Bahnstrecke von Bretten nach Kürnbach über Großvillars befand sich von 1919 bis 1923 im Bau, blieb aber unvollendet.